# 高山準平
高山 準平（たかやま じゅんぺい、1983年9月21日 - ）は、日本のプロゴルフ選手。男性。愛知県名古屋市守山区出身。春日丘高等学校、愛知学院大学卒業。株式会社トーシン所属。大学時代の2005年朝日杯争奪日本学生ゴルフ選手権で優勝した。